# Вайлер, Вальтер
Ва́льтер Ва́йлер (нем. Walter Weiler; 4 декабря 1903[…], Винтертур, Цюрих — 4 мая 1945, Берн) — швейцарский футболист, играл на позиции защитника. Участник двух Олимпиад (1924, 1928) и чемпионата мира 1934 года.

## Биография

### Клубная карьера
Вальтер Вайлер начинал карьеру в клубе «Фельтхайм». В 1923 году уехал во Францию, где в течение трёх сезонов играл за «Гавр».
В 1926 году вернулся в Швейцарию и стал игроком клуба «Грассхоппер», за который играл на протяжении 18 сезонов. В составе «хопперс» Вайлер выиграл 7 чемпионских титулов и 9 Кубков Швейцарии. Благодаря количеству выигранных кубков он является одним из самых титулованных игроков в истории клуба.

### Карьера в сборной
В составе сборной Швейцарии принимал участие на олимпийском футбольном турнире 1924 года, но на поле не выходил. По итогам турнира швейцарцы завоевали серебряные медали, уступив в финале сборной Уругвая со счётом 0:3. Через четыре года принимал участие на олимпийском футбольном турнире 1928 года, где сыграл в матче против сборной Германии, в котором Швейцария проиграла 0:4.
Входил в состав сборной Швейцарии на чемпионате мира 1934 года, где сыграл в двух матчах национальной сборной. В 1/8 финала Швейцария обыграла сборную Нидерландов со счётом 3:2. В 1/4 финальном матче сборная Швейцарии проиграла сборной Чехословакии со счётом 2:3 и выбыла из турнира. Всего за сборную Чехословакии сыграл 26 матчей и забил 4 гола.

### Смерть
Скоропостижно скончался 4 мая 1945 года в возрасте 41 года от сердечной недостаточности.

## Достижения
«Грассхоппер»
- Чемпион Швейцарии (7): 1926/27, 1927/28, 1930/31, 1936/37, 1938/39, 1941/42, 1942/43
- Обладатель Кубка Швейцарии (9): 1926/27, 1931/32, 1933/34, 1936/37, 1937/38, 1939/40, 1940/41, 1941/42, 1942/43